# Auraba
Els Awraba (amazic: ⵉⵡⵔⴰⴱⵏ, Iwraben) són una tribu amaziga que formava part de la confederació dels al-Barani, que es van distingir durant la lluita contra la conquesta àrab del Magrib el segle VII i després de la incorporació de Dinastia Idríssida al segle viii. La tribu és coneguda per molts altres nombres i grafies com Awraba, Aouraba, Awarba, Awerba, Aourba, Aoureba, Ouaraba o Ouriba.

## Orígens
Els aouraba formaven un grup de tribus amazigues originàries de les muntanyes de l'Aurès (actualment Algèria). Les tribus aourab són descrites també com a originàries de l'actual Líbia. E.F Gautier confirma la presència de tribus aouraba en les tropes de Kosayla.
En la seva obra The Muslim conquest and settlement of North Africa and Spain, l'autor Abd al-Ouahid Dhanoun Taha, es recolza en nombroses fonts bibliogràfiques com les d'Ibn Khaldoun, precisa al seu llibre la presència, davant la conquesta musulmana d'Àfrica del Nord, de tribus aouraba a la actual Maroc.

## Història
Entre les tribus aouraba més conegudes figuren les del cabdill amazic Kosayla qui havia lluitat contra les tropes àrabo-musulmanes d'islamització del segle VII. Després de la desfeta de Kosayla contre els omeies en 686, una part de les seves tribus es van dispersar per Àfrica del Nord. Així, segons Ibn Khaldoun, historiador del segle xiv, els aouraba es van refugiar i instal·lar a la regió de Volúbilis (actual Marroc), es declararen originaris de la confederació dels Aurès (vegeu els mapes dels enllaços externs). Són els descendents d'aquests aouraba que haurien donat refugi al futur rei Idris I a la regió de Volubilis.

## Ouerba d'Egipte

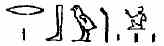
Ribou, R'bw

Entre els noms de les tribus amazigues, el nom « werba » (o « verba ») i de la seva subtribu Tamchouch són els més propers als noms Ribou i Machaouach citats a la història antiga d'Egipte.

## Aouraba drl Marroc

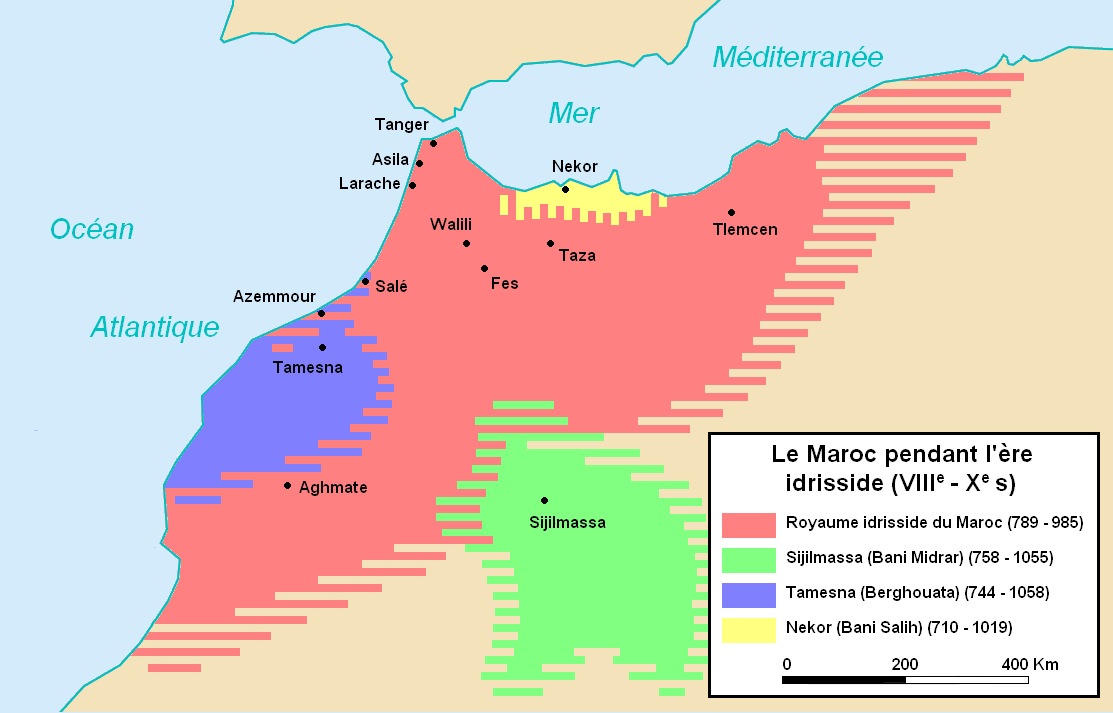
Mapa de l'imperi Idrissida, mostrant la seva extensió màxima a començaments del segle IX

La ubicació geogràfica actual (regió de Taza) dels aouraba seria causa dels moviments de població causats pel moviment almohade. Aquesta tribu es troba a la rodalia de Volúbilis, a la regió de Fes-Meknès. Els adjouka que vivien a Kasr al-Kabir serien un altre grup de descendents de les tribus aouraba.
La fugida d'Idriss I (príncep àrab omeia de naixement xerifià) el va portar a Volúbilis, on va ser rebut per Ishaq ben Mohammed, cap de la tribu aouraba.
Idris I va demostrar ràpidament la seva eficàcia que li hauria permès obtenir importants responsabilitats polítiques i religioses. A causa de les seves qualitats i el seu naixement, va ser nomenat imam i li van jurar lleialtat una coalició de moltes tribus diferents a l'actual Marroc (Ghiata, Ghomara, Meknassa, Nefzaoua, Sedrata, Zouagha, Zouaoua i Zenetes).
Idris I es casà amb Kenza, la filla del cap de la tribu aouraba. D'aquesta unió va néixer Idris II, el fundador de la dinastia idríssida al Marroc gràcies al suport d'una coalició de diverses tribus amazigues instal·lades o originàries de l'actual Marroc.